# 91870 Malcolmjozoff
91870 Malcolmjozoff è un asteroide della fascia principale. Scoperto nel 1999, presenta un'orbita caratterizzata da un semiasse maggiore pari a 2,847821 UA e da un'eccentricità di 0,140798, inclinata di 9,367081° rispetto all'eclittica. Ha un diametro di 5,110 km.